# Pegg
Pegg est une série de bande dessinée franco-belge créée dans Spirou no 1141 par Pat Mallet.

## Synopsis
Cette bande dessinée raconte les aventures de Pegg un petit robot qui vit dans l'Atlantide.

## Les personnages
- Pegg, un petit robot.
- Patrico, savant qui a inventé Pegg.
- Franchot, là pour guider Pegg.

## Publication

### Périodiques
- Pat Mallet, Pegg, dans Spirou[1] :

1141-1161. Pegg en Amazonie, 1960.
1226-1266. La Tiare de Chouboul-Toukroum, 1961-1962.
1332. Deux Inventeurs de génie (mini-récit no 188), 1963.
1396. Les Malheurs de Pegg (mini-récit no 252), 1965.
1463. Cosmos fleuri (mini-récit no 320), 1966.

### Album
- Pegg, Le Coffre à BD :

1. Pegg en Amazonie, 2007  (ISBN 2-350-07073-5).
2. La Tiare de Chouboul-Toukroum, 2008  (ISBN 978-2-350-07048-3).
3. Pegg et Xing et Xot, 2009  (ISBN 978-2-350-07113-8). Contient les trois mini-récits de la série, plus les cinq mini-récits de Xing et Xot.